# スワイヤー・グループ
スワイヤー・グループ（英語: Swire Group、中国語簡体字：太古集团、中国語繁体字：太古集團）は、香港に本部を置く国際企業グループ。海運、空運、貿易や不動産、その他製造販売事業等様々な事業を展開している。アジアで事業展開する有数の財閥企業である。中華圏では「太古（Taikoo）」という名を使用している。
グループ全体の従業員はグローバルで約13万5000人。現在のグループ総裁は会長兼終身社長バーナビー・ニコラス・スワイヤー (Barnaby Nichorus Swire) で、創業者の玄孫（ひ孫の子）である。

## 歴史

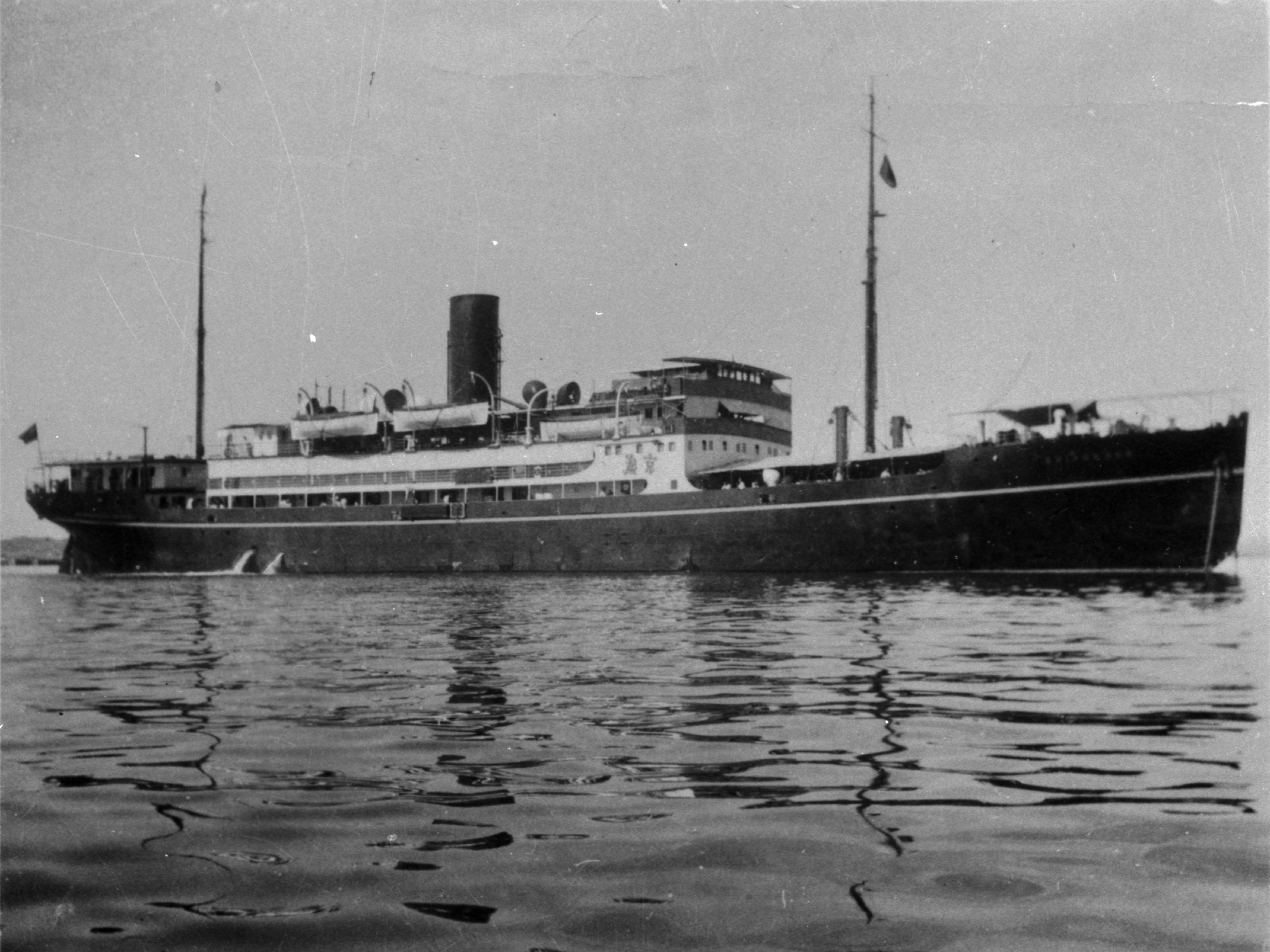
太古船渠でCNCo向けに建造された貨客船「シュンテン（en）」。第二次世界大戦中の1940年に地中海で撃沈されて多数の死者を出した。

中国では清朝時代以降の近代化のプロセスで、スワイヤー家を初めとする香港のイギリス植民地資本と関係が深かった。20世紀初頭より、上海租界は事実上、欧米の商人で支配されており、しばしば中国近代史の舞台に名が浮かび上がる。
1860年代から120年間以上、スワイヤーはイギリスの有力海運会社であるアルフレッド・ホルト社、通称ブルー・ファンネル・ライン（青筒汽船）のアジアにおける代理店として活動していた。第二次世界大戦前にはチャイナ・ナビゲーション社（CNCo）を設立して長江での客船運航を皮切りに東アジア・オセアニアでの海運事業で成功し、香港に太古船渠としてドックも建設して、船舶整備や造船事業を行った。第二次世界大戦の戦火で30隻以上の保有商船を失い、太古船渠も大打撃を受けたが、航空事業に参入するなどしてグループを発展させた。

### 年表
- 1816年 ジョン・スワイヤー（John Swire（1793年-1847年）がイギリス・リバプールでスワイヤ商会（John Swire & Sons Limited）を創業。
- 1861年 スワイヤー商会がオーギュスティン・ハード社（Augustine Heard & Co.）を代理店として中国でのビジネスを開始。
- 1864年 ロンドン支店開業。
- 1866年 R. S. バターフィールドとの共同経営を開始。上海租界に「バターフィールド＆スワイヤー社（Butterfield & Swire（B&S））」を設立。
- 1867年 横浜支店開業。
- 1870年 香港支店開業。
- 1881年 太古砂糖（Tai-koo Sugar Ltd.）開業。
- 1948年 キャセイ・パシフィック航空の資本の45%を取得 。
- 1953年 中国大陸全土が中国共産党の支配下になり中華人民共和国が建国された事に伴い、同国内の支店を閉鎖。
- 1974年 香港での企業名をB&S社から香港スワイヤー商事（John Swire & Sons (HK) Ltd.）に改名。

## 業務
スワイヤー・グループの中核企業は香港の「スワイヤー・パシフィック社（Swire Pacific Limited）」で、現在香港証券取引所に上場している。
スワイヤーの主なグループ企業は以下の通り。
- スワイヤーパシフィック・オフショア・ホールディングス（Swire Pacific Offshore Holdings Limited）-　シンガポールに本拠を置く海運船舶関連企業。石油・天然ガス資源開発用船舶で有名。
- スワイヤー不動産（Swire Properties Limited） - 香港最大の不動産会社の一つ。上海の南京西路にあるCITIC Squareに資本参加している。
- China Navigation Company （旧称 Swire Shipping）- コンテナ船など海運業。創立1872年。
- 太古城中心（Cityplaza） - 香港最大のショッピング・モール及びオフィス・コンプレックス
- 太古坊（Taikoo Place） - 香港のオフィス・コンプレックス
- パシフィック・プレイス（Pacific Place） - 香港のショッピング・モール及びオフィス・コンプレックス
- キャセイパシフィック航空（国泰航空） - 香港の航空会社。
- 太古飲料（Swire Beverages Limited） - コカ・コーラ社との共同出資の飲料水メーカー。コカ・コーラの「アンカー・ボトラー（Anchor Bottler）」であり、アメリカにもボトリング会社を所有している。
- 香港太古コカコーラ（Swire Coca-Cola Hong Kong、太古可口可樂香港有限公司）
- 台湾コカコーラ・ボトリング社（Taiwan Coca-Cola Bottling Company、太古可口可樂(股)公司台灣分公司）
- 広東太古コカコーラ（Swire Guangdong Coca-Cola Limited、廣東太古可口可樂有限公司）
- 廈門太古コカコーラ（Swire Coca-Cola Beverages Xiamen Ltd、廈門太古可口可樂飲料有限公司）
- ICIスワイヤー・ペイント（ICI Swire Paints、卜內門太古漆油(中國)有限公司）
- 太古自動車（Taikoo Motors Offshore Limited、百慕達太古海外汽車股份有限公司） - 台湾でのボルボなどの商用車販売会社。その他スワイヤー・グループは台湾でフェラーリ、マセラティ、アウディ、フォルクスワーゲン、起亜などのディーラーも所有している。
- 香港リーボック（Reebok Hong Kong Limited） - 香港及びマカオでのリーボック製品販社。
- スワイヤ不動産（Swire Real Estate Co. Ltd） - 日本での不動産会社。
- 華膳空廚（China Pacific Catering Services Ltd） - チャイナエアラインと共同出資の機内食製造会社。桃園国際空港を発着する国際線に機内食を提供している。

## スワイヤー家
スワイヤー家は香港上海銀行の個人筆頭株主である。

## ゆかりの地
- 東京には、かつてイギリス大使館裏（千代田区一番町）に「スワイヤーハウス」（現存せず）があった。1994年までキュナード・ラインの日本代理店でもあった。（のちキュナード自身が拠点を設置したが、現在は閉鎖され代理店も存在しない）
- 横浜にはバターフィールド＆スワイヤー社が所有していた通称「イギリス七番館」が現存している。現在は創価学会が所有する「戸田平和記念館」となっている。
- 第二次世界大戦前の神戸・北野町にバターフィールド＆スワイヤー社の社宅（戦時中は捕虜収容所）があり、その前の三本松が「バターフィールドの三本松」として有名であった。現在の不動坂を登りきった辺りである。

## フィクションへの登場
ジェームズ・クラベルの小説「Noble House」では1963年の香港を舞台にスワイヤー・グループとそのライバル企業「ジャーディン・マセソン社」との確執が描かれている（但し社名は変えてある）。